# Dub korkový
Dub korkový (Quercus suber) je listnatý strom z čeledi bukovitých.

## Popis
Dub korkový dosahuje výšky až kolem 20 m. Je to stálezelený, neopadavý strom. Listy jsou proměnlivého tvaru, řapíkaté, vejčité, 3–7 cm dlouhé, celokrajné nebo oddáleně zubaté, na líci lesklé, na rubu hustě šedě chlupaté. Střední žilka listu je poněkud zvlněná. Borka je velmi silná (až 13 cm), pórovitá a odlupuje se ve velkých plátech, ze kterých se získává přírodní korek. Svou tloušťkou zároveň stromu slouží jako ochrana před lesními požáry a dub je schopen ji regenerovat, čehož se využívá při sklizni. Květenství jsou jehnědy. Dub korkový kvete zpravidla od dubna do května. Žaludy jsou velké až 3 cm.

## Areál rozšíření
Dub korkový se vyskytuje v oblasti západního Středomoří, na Pyrenejském poloostrově a severní Africe.

## Stanoviště
Dub korkový se pěstuje na plantážích na otevřených světlých plochách. Jeho původním stanovištěm jsou vápnité půdy, na nichž roste v řídkých lesnatých porostech od pobřeží až do hor.

## Použití
Dub korkový se pěstuje pro přírodní korek, který se získává olupováním borky každých 9 let. První sklizeň se provádí po 25 letech od výsadby, když kmen dosáhne minimálně 70 cm v obvodu; kvalitní korek pro výrobu zátek ale bývá nejdříve po třetí sklizni, reálně spíše po páté až šesté tedy nejdříve po 52 až 70 letech. Korek z prvních sklizní se zpracovává převážně na dekorativní účely.
Nejvhodnější doba pro loupání kůry je červenec. Korková sklizeň ale začíná obvykle v červnu a trvá asi 3 měsíce.
Některé stromy mohou dosahovat stáří až 500 let. Plantáže těchto stromů, podobné ovocným alejím, jsou přísně střeženy a jsou chráněny a kontrolovány ministerstvem zemědělství.[kde?] Největším pěstitelem korkového dubu je Portugalsko, které se považuje za zemi dodávající na trh korek nejvyšší kvality.[zdroj?] Mezi další pěstitele a zpracovatele korku patří Španělsko, Itálie, v menší míře potom Francie a státy bývalé Jugoslávie. Pěstuje se i v Severní Americe. Světová produkce kůry se pohybuje kolem 320 000 tun ročně, z toho více než 54 procent se sklidí v Portugalsku (k roku 2008).

## Galerie

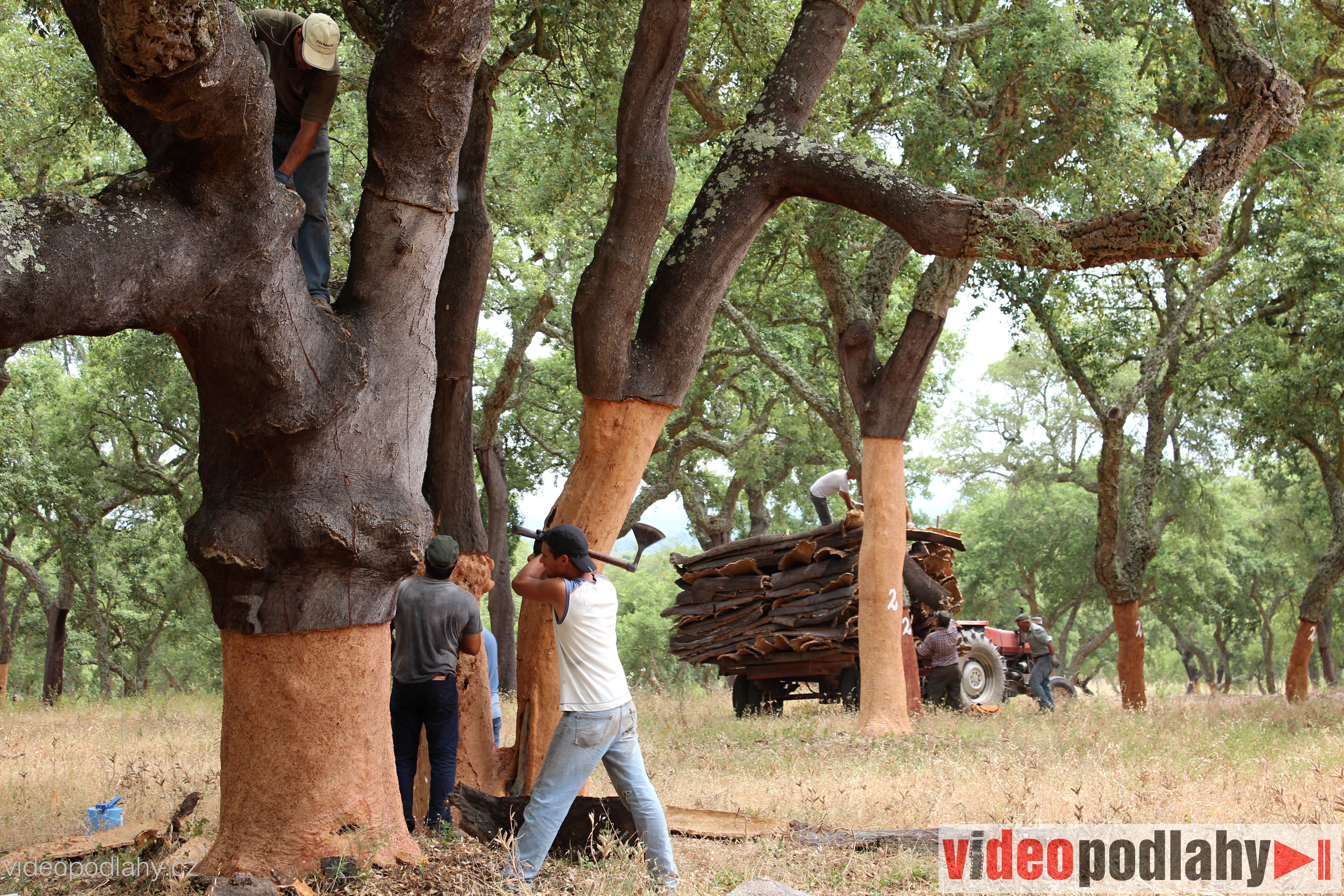
Sklizeň kůry
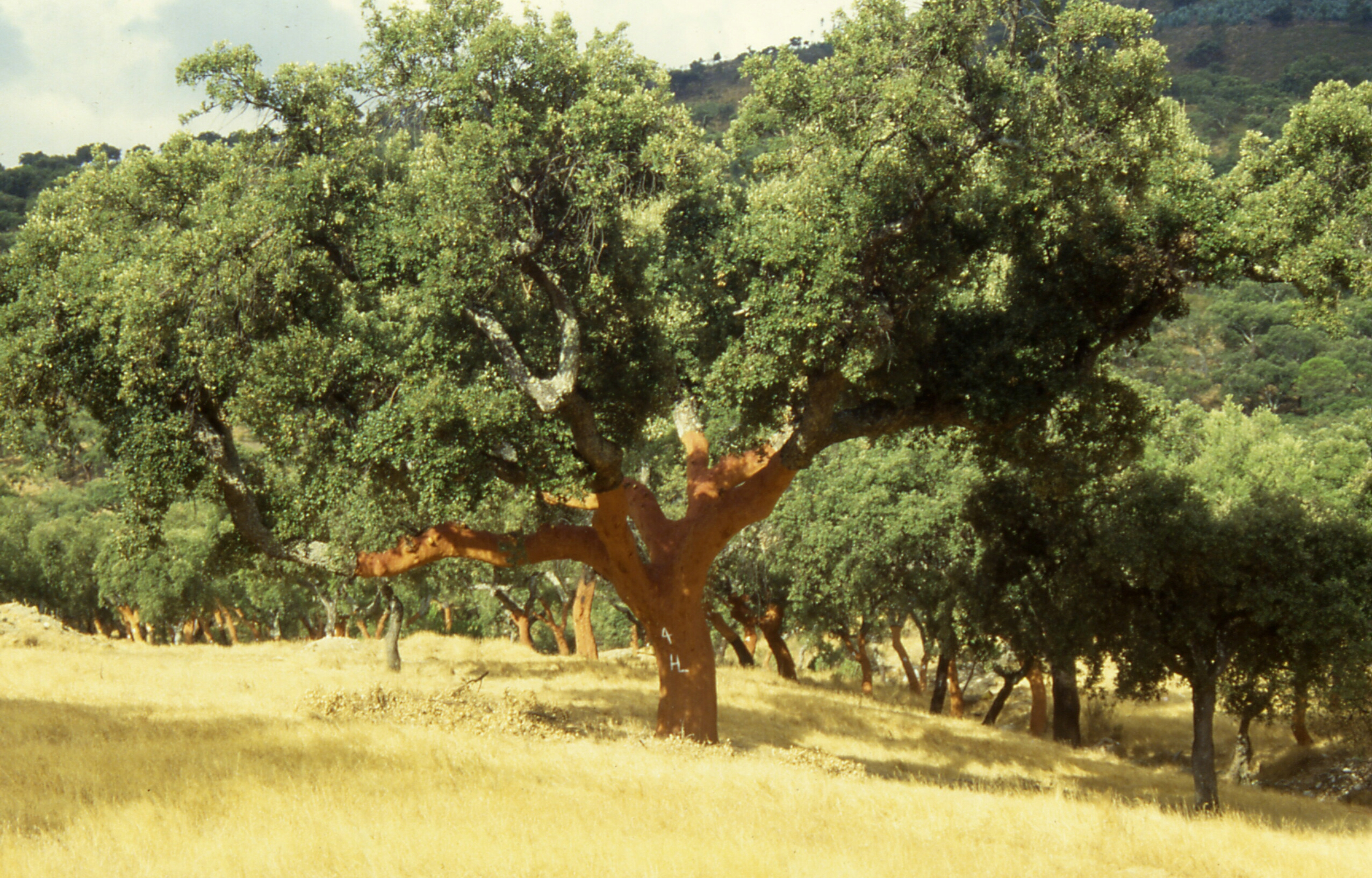
Dub korkový v Portugalsku
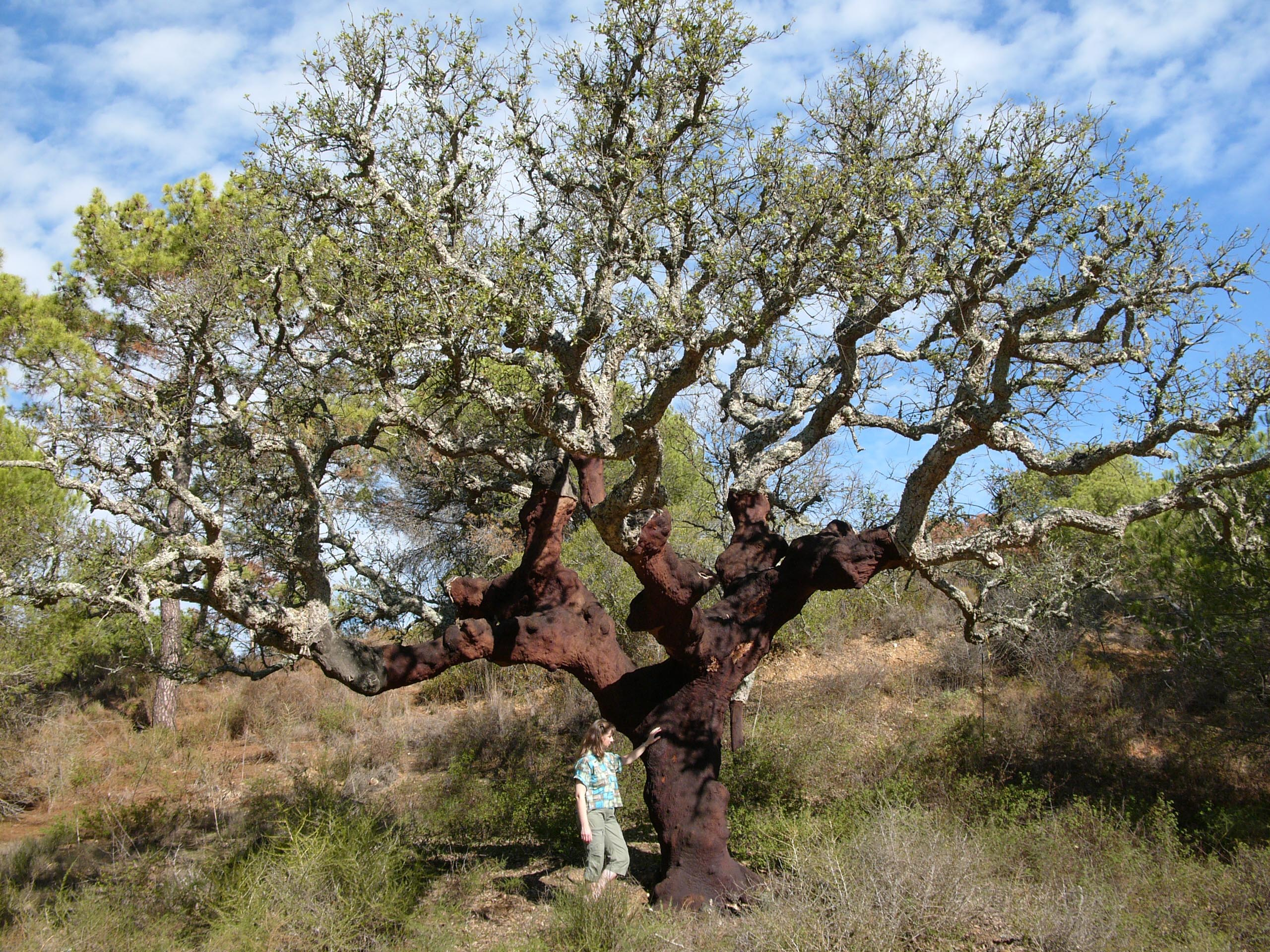
Dub korkový – Algarve, Portugalsko
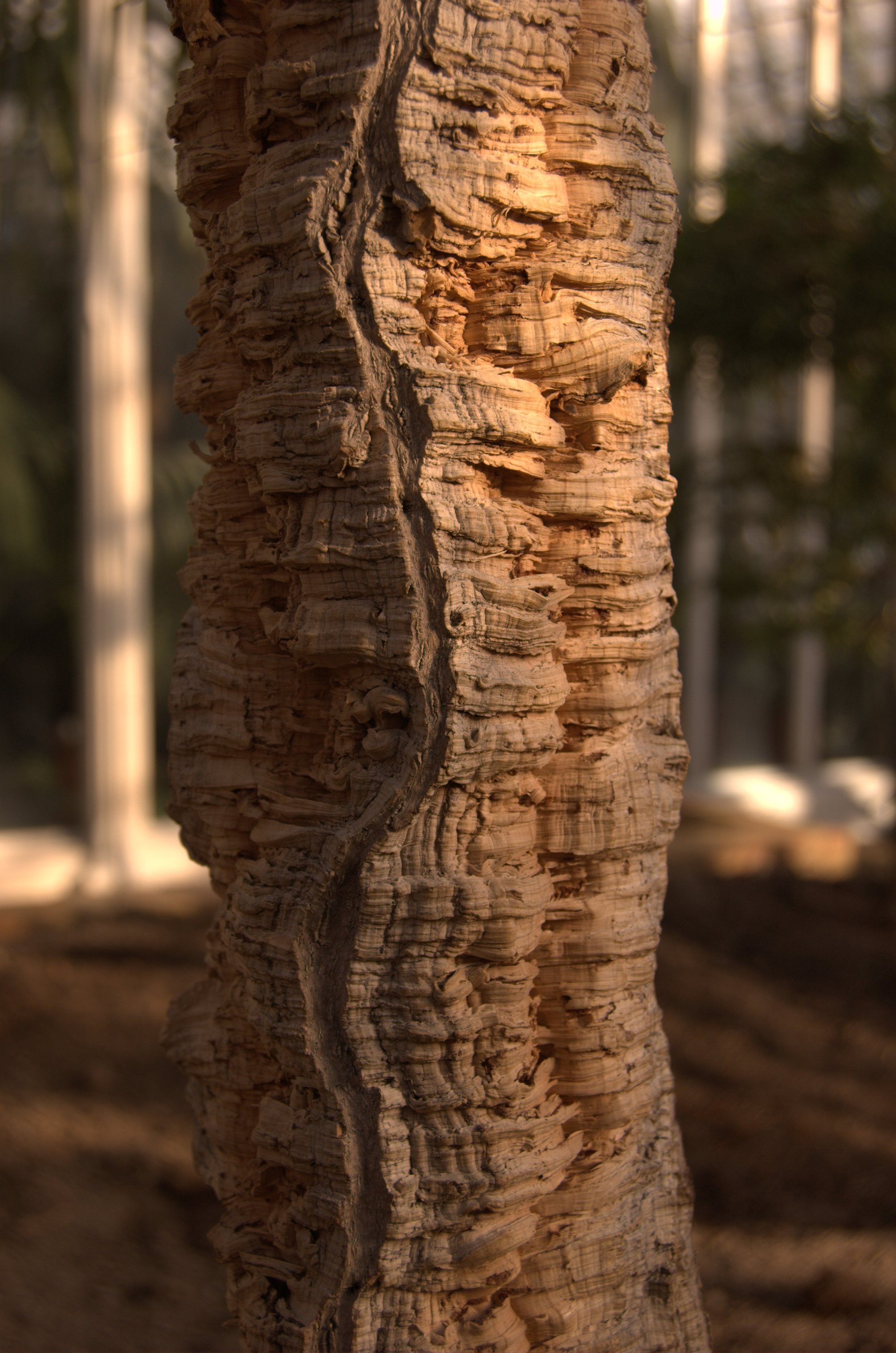
Borka před sloupnutím
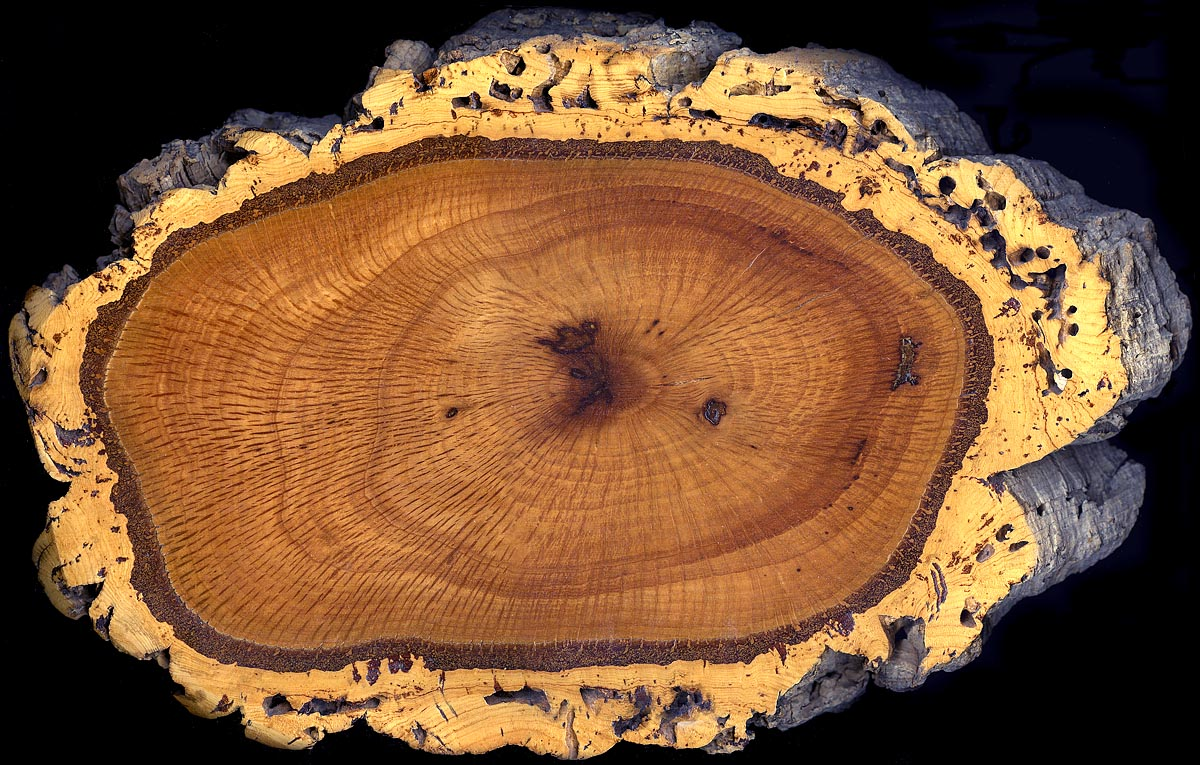
Průřez kmenem
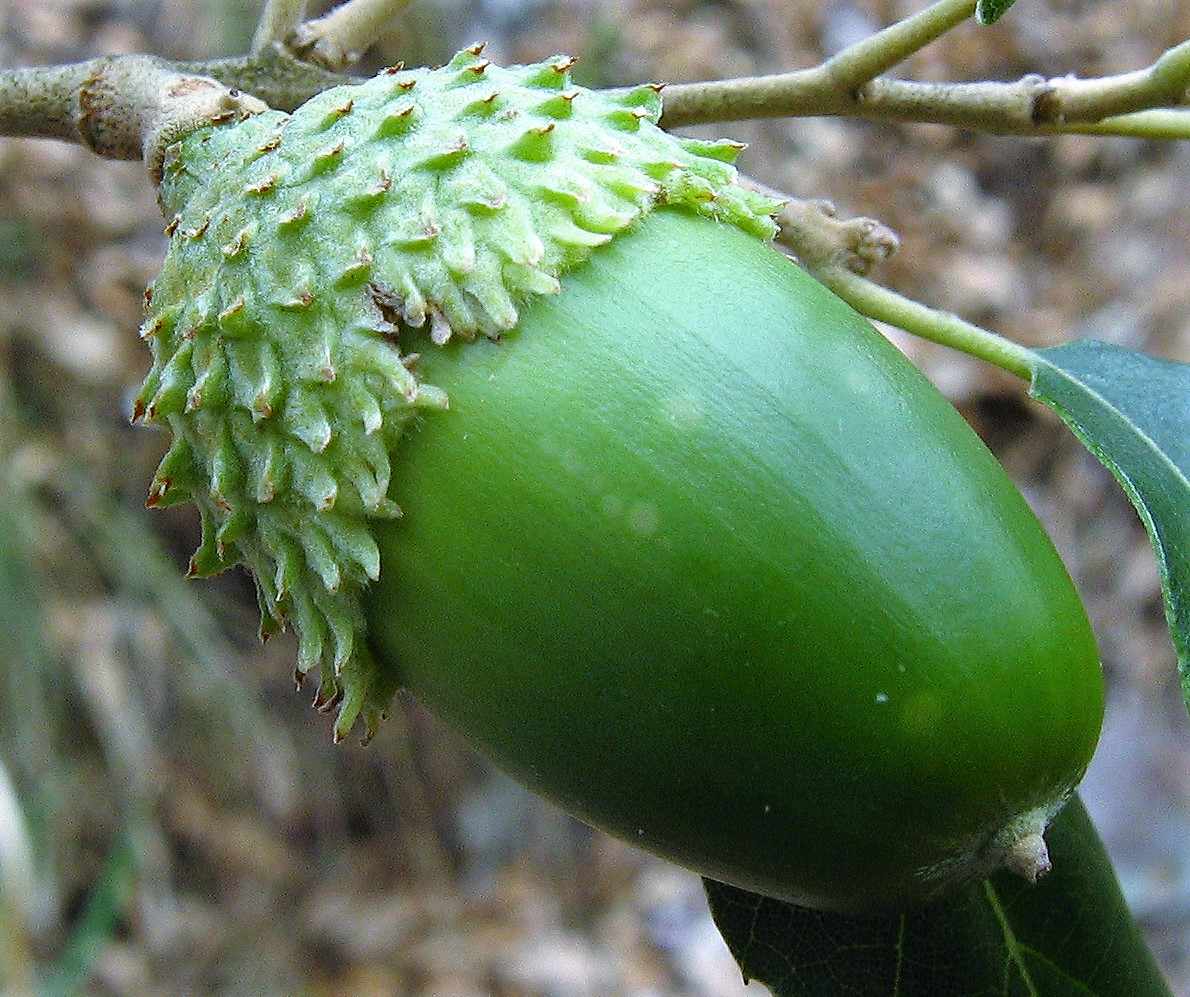
Žalud dubu korkového